# Orajõgi
För andra betydelser, se Orajõgi (olika betydelser).
Orajõgi är ett vattendrag i Estland. Floden är 46 km lång och är ett vänsterbiflöde till Ahja jõgi som via Emajõgi mynnar i Peipus. Källan ligger vid byn Mastje i landskapet Võrumaa. Den rinner norrut, över gränsen till Põlvamaa och genom staden Põlva. Sammanflödet med Ahja jõgi ligger i Põlva kommun. Orajõgi avvattnar sjöarna  Kõrbjärv, Tilsi Pikkjärv och Põlva järv.